# 사이타마 브롱코스
사이타마 브롱코스(일본어: 埼玉ブロンコス)는 사이타마 현을 중심으로 한 일본 프로 농구 리그 (bj 리그)에 소속 된 프로 농구 팀이다. bj 리그의 발족시부터 소속 팀의 하나이다.